# Roberts Pike
Der Roberts Pike ist ein 1630 m hoher Berg in der antarktischen Ross Dependency. Er ragt 8 km südöstlich des Mount Tuatara in den Churchill Mountains auf. Vom Gipfel, von dem mehrere Bergkämme abgehen, bietet sich ein Blick auf die Entstehungsgebiete des Judith- und des Entrikin-Gletschers sowie auf die Couzens Bay an der Shackleton-Küste.
Das Advisory Committee on Antarctic Names benannte ihn 2003 nach dem neuseeländischen Bergsteiger John Roberts, der von 1987 bis 2001 an 12 Feldforschungskampagnen im Rahmen des United States Antarctic Program beteiligt war.